# Migracije v Evropo
Migracije v Evropo oz. priseljevanje v Evropo ima dolgo zgodovino, vendar v veliki meri največ posega v zadnje 20.stoletje. Predvsem zahodnoevropske države vidijo visoko rast emigrantov, po koncu 2. svetovne vojne in veliko evropskih narodov danes (Predvsem države EU) ima veliko migrantov evropskega in neevropskega porekla. V sodobni globalizaciji so migracije v Evropi pospešene v hitrosti in obsegu. Skozi prejšnje stoletje je bil povečan in negativen odnos do priseljencev in številne študije so pokazale  izrazite razlike v moči emigracijskega odnosa med evropskimi državami.
Nedavni priseljenci spadajo v kategorijo migrantov/tujih delavcev (tako zakonitih kot nezakonitih) in beguncev. V začetek leta 2004, je Evropska unija državljanom EU dodelila  svobodo gibanja in prebivanje v EU in izraz "priseljenec" je bil od takrat večinoma že uporabljen za sklicevanje na neevropske državljane. Med letoma 2010-2013 je približno 1.4 milijona neevropskih narodov, z izjemo prosilcev za azil in beguncev, migriralo v Evropsko unijo vsako leto s pomočjo rednih sredstev z majhnim znižanjem leta 2010.
Leta 2015 se je število prosilcev za azil, ki prihajajo iz držav izven Evrope med evropsko migracijsko krizo  bistveno povečalo.

## Zgodovina priseljevanja
Zgodnje zgodovinske migracije v ali znotraj Evrope so večinoma potekale v obliki vojaške invazije, vendar je prišlo do izjeme; to se nanaša predvsem na gibanje prebivalstva v rimskem imperiju, pod Pax Romana (rimskim mirom); judovska diaspora v Evropi je bil rezultat prve judovsko-rimske vojne.
S propadom Rimskega imperija,  je bilo preseljevanje ponovno v večini povezano z vojnimi invazijami, vendar ne v tako imenovanem migracijskem obdobju (Germanske migracije) slovanske migracije, madžarske osvojitve Karpatske kotline, islamsko osvajanje in turška razširitev v Vzhodno Evropo (Kipchaks,Tatars,Cumans). Turki  so ponovno vzpostavili večetično imperialno strukturo po vsej Aziji in Jugovzhodni Evropi, vendar je turkifikacija  v Južnovzhodni Evropi posledica bolj kulturne asimilacije,  kot množičnega priseljevanja. V poznem srednjem veku so se Rimljani selili v Evropo tako preko Anatolije in Maghreba.
Skozi celotno zgodnje novo obdobje je bilo veliko selitvenih gibanj v Evropo, predvsem v okviru reformacije in evropskih verskih vojn, ponovno kot posledica 2. svetovne vojne.
Do poznih 60-ih in 70-ih so bile Grčija, Irska, Italija, Norveška, Portugalska, Španija   in Združeno kraljestvo predvsem vir izseljevanja, saj so pošiljaje veliko število izseljencev v Ameriko in Avstralijo. Veliko število izseljencev se je izselilo v druge Evropske države, predvsem v Francijo, Švico,  Nemčijo in Belgijo. Zaradi zvišanja življenjskega standarda v teh državah, se je trend obrnil in postale so magnet za priseljevanje (predvsem iz Maroka, Somalije, Egipta v Italijo in Grčijo; iz Maroka, Alžirije in Latinske Amerike v Španijo ; in iz Irske, Indije, Pakistana, Nemčije, ZDA, Bangladeša in Jamajke v Veliko Britanijo).

## Migracije v Evropi poshengenskem sporazumuin leta 1985
Kot posledica Shengenskega sporazuma iz leta 1985, je možno neovirano potovanje po Evropi za državljane EU. Državljani držav članice Evropske unije in njihove družine, imajo pravico do življenja in dela kjerkoli v EU zaradi državljanstva, vendar  nedržavljani EU ali člani EGP, nimajo te pravice z izjemo,  če imajo dolgotrajno dovoljenje za bivanje znotraj shengenskega območja,  za turistične namene in največ za  tri mesece. Strokovnjaki vidijo to kot spodbudo za nezakonito delo znotraj shengenskega območja.
Velik delež priseljencev iz zahodnoevropskih držav so prišli iz nekdanjih držav vzhodnega bloka leta 1990, predvsem v Španijo, Grčijo, Nemčijo, Italijo, Portugalsko in Veliko Britanijo. Obstajajo posebni vzorci poti kjer igrajo vlogo geografija, jezik in kultura. Na primer obstaja veliko število Poljakov, ki so se preselili v Veliko Britanijo ali Irsko, medtem ko so Romuni in tudi Bolgari izbrali Španijo in Italijo. Torej kljub zadnjim širitvam EU in mnogim omejitvam prostega gibanja državljanov držav pristopnic, Velika Britanija ni omejila širitve Evropske unije leta 2004 in je prejela poljske, latvijske in druge državljane novih članic Evropske unije. Španija ni bila omejena na širitev Evropske unije leta 2007 in je zato  prejela številne Romune in Bolgare, kot tudi druge državljane novih  članic EU.
Veliko poljskih priseljencev v Veliko Britanijo se je vrnilo na Poljsko, po hudi gospodarski krizi v Veliki Britaniji. Prosto gibanje državljanov EU je sedaj pomemben vidik migracij, glede na to, da je 28 držav  članic in je povzročilo resne politične napetosti med Italijo in Romunijo, saj je Italija izrazila namero,  za omejevanje prostega pretoka EU državljanov (v nasprotju z obveznostmi iz pogodbe in jasne sodne prakse Sodišča Evropskih skupnosti).
Drug migracijski trend je bil, da se Severne evropske države gibljejo v smeri Južne Evrope. Državljani Evropske unije predstavljajo vse večji delež priseljencev v Španiji, ki prihajajo predvsem iz Velike Britanije in Nemčije, prav tako pa tudi iz Italije, Francije, Portugalske, Nizozemske, Belgije itd. Britanske oblasti ocenjujejo, da je populacija državljanov Velike Britanije, ki živijo v Španiji veliko večja kot kažejo uradne številke, ob vzpostavitvi je bilo približno 1,000,000, z 800,000 stalnih prebivalcev.  Glede na Financial Times, je Španija najbolj priljubljena destinacija za zahodne Evropejce, ki razmišljajo o selitvi iz svoje države in iskanju službe nekje drugje v EU.

## Priseljevanje iz držav zunaj Evrope leta 1980
Nekateri strokovnjaki trdijo, da je povečanje migracijskih tokov iz 80-ih let, zaradi globalne neenakosti med revnimi in bogatimi državami. Maja 2009 je Evropska komisija sprejela modro karto EU, da se omogoči kvalificiranim delavcem iz slabo razvitih držav delo v katerikoli od sodelujočih držav članic EU.

### Slovenija
Dne 1. januarja 2011 je bilo skoraj 229.00 oseb (11,1%), ki živijo v Sloveniji s tujim državljanstvom. Ob koncu marca 2002 ko so bili zbrani podatki o državi rojstva za celotno populacijo, kjer je bilo prvič in zadnjič z običajnim popisom zbranih skoraj 170 tisoč (8,6%). Priseljevanje iz tujine predvsem iz republik nekdanje Jugoslavije, je bil odločilni dejavnik za demografski in socialno-ekonomski razvoj Slovenije v zadnjih 50-tih letih. Tudi po osamosvojitvi Slovenije se smer migracijskih tokov med Slovenijo in tujino ni bistveno spremenila. Teme o migracijah obstajajo močno povezane z območjem nekdanje Jugoslavije. Slovenija je bila in še vedno je namembna država za številne ljudi z območja bivše Jugoslavije. Delež prebivalcev Slovenije je z deležem  držav rojstva z območij nekdanje Jugoslavije, med vsemi v tujini rojenimi prebivalci bil 88,9% v popisu iz leta 2002 in 1. januarja 2011 kljub novim migracijskim tokovom držav članic EU in neevropskih držav še vedno 86,7%.